# Tyska F3-mästerskapet 1995
Tyska F3-mästerskapet 1995 var ett race som dominerades av Norberto Fontana, som vann serien före Ralf Schumacher.

## Delsegrare
| Bana        | Vinnare          | Vinnare          |
| ----------- | ---------------- | ---------------- |
| Hockenheim  | Norberto Fontana | Norberto Fontana |
| Avus        | Norberto Fontana | Norberto Fontana |
| Norisring   | Ralf Schumacher  | Max Angelelli    |
| Diepholz    | Ralf Schumacher  | Ralf Schumacher  |
| Nürburgring | Norberto Fontana | Norberto Fontana |
| Singen      | Norberto Fontana | Norberto Fontana |
| Magny-Cours | Norberto Fontana | Norberto Fontana |
| Hockenheim  | Jarno Trulli     | Jarno Trulli     |

## Slutställning
| Plats | Förare           | Poäng |
| ----- | ---------------- | ----- |
| 1     | Norberto Fontana | 256   |
| 2     | Ralf Schumacher  | 171   |
| 3     | Max Angelelli    | 140   |
| 4     | Jarno Trulli     | 95    |
| 5     | Pedro Courceiro  | 85    |
| 6     | Alexander Wurz   | 74    |
| 7     | Tom Coronel      | 73    |
| 8     | Rui Águas        | 61    |